# Mycksjön (Borgsjö socken, Medelpad, 694409-148044)
Mycksjön är en sjö i Bräcke kommun och Ånge kommun i Medelpad och ingår i Ljungans huvudavrinningsområde. Sjön har en area på 0,54 kvadratkilometer och ligger 445,2 meter över havet.

## Delavrinningsområde
Mycksjön ingår i det delavrinningsområde (694272-148474) som SMHI kallar för Ovan Vattenån. Medelhöjden är 373 meter över havet och ytan är 27,32 kvadratkilometer. Räknas de 8 avrinningsområdena uppströms in blir den ackumulerade arean 96,13 kvadratkilometer. Dysjöån som avvattnar avrinningsområdet har biflödesordning 2, vilket innebär att vattnet flödar genom totalt 2 vattendrag innan det når havet efter 121 kilometer. Avrinningsområdet består mestadels av skog (90 procent). Avrinningsområdet har 0,54 kvadratkilometer vattenytor vilket ger det en sjöprocent på 2 procent.